# Tara (association)
TARA Éducation et Protection de l'enfance est le nom des projets menés par l'ONG indienne ONYVA et l'association loi de 1901 CHAYA France, créées en 2009. TARA accueille, dans quatre maisons à New Delhi, des enfants laissés sans surveillance dans un bidonville insalubre et dangereux, orphelins, victimes de négligences, victimes de violence parentale, de trafic, d’abus sexuel, de tentative de meurtre... Ces enfants, qui vivent avec ou sans leurs parents dans des situations de danger, sont placés à TARA sur ordre du juge des enfants indien (Child Welfare Committee).
TARA se donne pour mission d’assurer alors le développement personnel de chacun de ces enfants à travers un environnement sécurisé et familial, un suivi médical et psychologique complet et une éducation de qualité jusqu’à leur indépendance. Les quatre maisons TARA hébergent aujourd’hui 60 enfants qui sont soutenus par des institutions, fondations et particuliers.

## Historique
Le projet TARA a été fondé par Annick Adam, enseignante à la retraite et Pascal Fautrat, travailleur social qui s’est installé en Inde en 2006 après avoir collaboré 8 ans avec la Protection judiciaire de la Jeunesse (Ministère de la Justice) en France. Pascal Fautrat est aujourd’hui le directeur exécutif de TARA.
La maison TARA Boys a été créée en août 2008 et accueille 20 garçons âgés de 6 à 18 ans. Les premiers garçons accueillis dans ce foyer ont donné leur nom aux projets et les ont ainsi placés sous d'heureux auspices. En effet, TARA signifie « étoile » en hindi.
TARA Tots, ouvre ses portes à 20 enfants (garçons et filles) de 2 À 10 ans en janvier 2012. En 2014, la maison TARA Big Birds voit le jour pour accompagner vers l'autonomie les jeunes adultes ayant passé leur enfance à TARA. Enfin, en juillet 2015, la Maison TARA Girls, foyer pour 20 adolescentes et pré-adolescentes (6-18 ans) est ouverte. Tous les foyers sont situés dans le Sud de Delhi afin de préserver les liens familiaux entre les enfants des différentes maisons,.

## Contexte
On estime qu'environ 40% de la population indienne a moins de 18 ans, ce qui représente 434 millions de mineurs. Plusieurs millions d’entre eux travaillent, mendient, dorment sur les trottoirs, soumis à toutes sortes de violences. Pour garantir les droits des enfants, la loi indienne encadre le placement en foyer de l’enfance comme l’action éducative en milieu ouvert. TARA travaille en étroite collaboration avec les institutions indiennes et en accord avec la Déclaration universelle des Droits de l’Enfant.
Les enfants placés à TARA sont identifiés comme « enfants en situation de danger et de vulnérabilité » (Children in Need of Care and Protection) par le Child Welfare Committee (CWC), équivalent indien du juge des enfants au niveau du district,en concordance avec le « Juvenile Justice Act, 2000» qui englobe à la fois l’enfance en danger et l’enfance délinquante. Les enfants confiés à TARA par le CWC appartiennent à la première catégorie.

## Fonctionnement des Maisons
Chaque maison est dirigée par un Manager qui travaille avec deux éducateurs, un cuisinier, un personnel de ménage à mi-temps, un personnel de soin (une équipe de six nourrices pour TARA Tots, un moniteur-éducateur chez les TARA Boys) et un personnel de nuit. Le fonctionnement de TARA repose également sur une équipe de bénévoles internationaux qui organisent et encadrent les activités des enfants. L’équipe administrative responsable des quatre maisons complète le personnel de TARA, dont la supervision est assurée par le directeur exécutif.
Les Maisons TARA accueillent des enfants n’ayant ni foyer ni famille pouvant subvenir à leurs besoins. Chaque maison est conçue sur le principe d’un foyer de l’enfance français et n’accueille pas plus de 20 enfants afin de garantir une attention particulière, un environnement sécurisant et familial, une éducation de qualité en hindi et en anglais et plusieurs activités extra-scolaires.
Chaque enfant est donc assuré d’avoir un suivi médical complet, un régime alimentaire sain et un cadre permettant sa sécurité morale et physique.

### Suivi médical
Un coordinateur santé veille au suivi médical quotidien et aux besoins spécifiques de chaque enfant tout au long de son séjour à TARA.

### Alimentation
Les menus de chaque maison sont établis par un diététicien afin que les enfants puissent recevoir tous les nutriments nécessaires à leur bon développement staturo-pondéral.

### Éducation
Un programme spécifique baptisé « Bridging the Gap » permet aux enfants de combler leurs lacunes lorsqu'ils arrivent à TARA. Une fois mis à niveau, les enfants sont inscrits dans diverses écoles du sud de Delhi (St. Mary’s School et Blue Bells School notamment), où l’enseignement est dispensé en hindi et en anglais. L'après-midi, ils bénéficient d’une aide encadrée aux devoirs (de 45 minutes à 2h en fonction de leur âge et de leurs besoins) avec des professeurs les accompagnant tout au long de l’année. Ils participent également à plusieurs activités artistiques et cours de sport.

### Sécurité et citoyenneté
La Charte de Protection de l’Enfance, établie par TARA est fondée sur le droit à la protection,au bien-être, à la parole et à la liberté d’expression des enfants. Son but est de mettre en place des procédures pour éviter toute situation de mise en danger (physique ou psychologique) des enfants vivant à TARA. À TARA Boys et TARA Girls, les résidents étant plus âgés, ils participent aux décisions qui concernent leur quotidien. Un Représentant des Enfants est élu tous les six mois et participe aux réunions d’équipe, avec pour mission de défendre les opinions, besoins et envies de ses électeurs.

## Financement
TARA est uniquement financée par des donations privées et ne reçoit pas de contribution financière du gouvernement Indien.
Elle est soutenue par des entreprises et des fondations,,,, qui s’engagent dans la protection de l’enfance et l’éducation en Inde, ainsi que par des particuliers qui parrainent un enfant ou les frais de gestion d’une maison TARA.

## Communication
TARA a reçu, en 2012, la visite de Martin Hirsch, haut fonctionnaire Français.
L'association est également supportée par la star Bollywoodienne Vivek Oberoi, qui a représenté TARA lors d'un évènement public à Delhi en mars 2014[réf. nécessaire].
TARA a reçu, en janvier 2013, la visite de la Première Dame Valérie Trierweiler, lors d'un voyage présidentiel en Inde. Madame Trierweiler a précisé l'importance de l'éducation et du droit des enfants en Inde.
Depuis sa création, TARA est soutenue par l'Ambassade de France en Inde, qui organise des événements au profit de TARA,. Les ambassadeurs Jérôme Bonnafont et François Richier sont venus visiter les foyers TARA et depuis 2016, Alexandre Ziegler, Ambassadeur de France en Inde, vient visiter régulièrement les Maisons et passer du temps avec les enfants.
Les chaînes de télévision françaises Arte et France 2, la chaîne de télévision indienne Lok Sabha, la chaîne en ligne de l'association La Chaîne du Cœur et France 24 ont fait des reportages sur TARA.
En mars 2017, la chaîne d'information RTL couvre la célébration d'Holi, fête des couleurs à TARA
Le 15 juin 2017, la Présidente d'ONYVA, Bharti Sharma, a été élevée au rang de Chevalier de la Légion d'Honneur par le Président de la République, pour son combat en faveur de la protection de l'enfant et de la femme en Inde.
En septembre 2017, le vidéaste éducatif DocSeven consacre une partie de sa vidéo à l'action de TARA à New Delhi.
Pascal Fautrat, Directeur des projets TARA, participe à des conférences universitaires sur la protection de l'enfance en Inde,.
En 2018, Pascal Fautrat, Directeur des projets TARA, est interviewé par Urmila Jagannathan du Magazine Indes
En Novembre 2018, Pascal Fautrat a été sélectionné comme finaliste des Trophées des Français d'Asie pour le Trophée Social/Humanitaire.
En Décembre 2018, Pascal Fautrat a été interviewé par l’édition Bombay du petit journal.com.